# Рай и ад
«Рай и ад», или «Высокое и низкое» (яп. 天国と地獄 Tengoku to Jigoku) — детективный триллер японского режиссёра Акиры Куросавы, вышедший в 1963 году. Картина считается одной из лучших и в то же время недооценённых работ Куросавы. Фильм основан на детективном романе Эда Макбейна «Выкуп Кинга» (англ. King’s Ransom) из серии «87-й полицейский участок».

## Сюжет
Богатый руководитель по имени Кинго Гондо (Тосиро Мифунэ) пытается получить контроль над обувной компанией National Shoes. Однако руководители хотят производить дешевые и некачественные туфли с минимальными затратами, ради огромной прибыли, но Гондо против этого. Он считает, что долгосрочное будущее компании будет лучше всего обеспечено хорошо сделанной обувью с современным стилем, но его взгляды не разделяют руководители, так как это означает снижение прибыли. Гондо хочет выкупить акции, чтобы получить контроль над компанией, заложив все средства, что у него есть.
В этот же вечер Гондо звонит некто неизвестный и сообщает ему, что похитил его сына Дзюна (Тосио Эги), и требует выкуп в 30 миллионов. Шокированный Гондо уже было готов согласиться на условия выкупа, но видит, что его сын находится дома. Гондо понимает, что похититель по невнимательности украл не его сына, а Синъити (Масахико Симадзу), сына Аоки (Ютака Сада) — водителя Гондо. Похититель вскоре это осознает, но всё же, требует выкуп именно с Гондо, после дает указание не обращаться в полицию. Несмотря на это, семья Гондо и Аоки вызывают полицейских во главе с детективом Токурой (Тацуя Накадаи), те под видом курьеров продуктов проходят в особняк Гондо. Проходят несколько звонков, но отследить их не удаётся. Утром Гондо и полицейские узнают от похитителя, что тот незаметно следит за ними и всё так же требует выкуп. Гондо, не сразу, но решается заплатить, хотя это и грозит ему банкротством. Похититель требует деньги наличными и чтоб они находились в двух чемоданах, толщиной в 7 сантиметров, а выкуп произойдет следующим утром в поезде. Полицейские достают специальные чемоданы, которые при сожжении горят с розовым дымом. На следующий день, Гондо, находясь в поезде, связывается с похитителем по телефону, тот требует, чтобы Гондо выбросил чемоданы с деньгами через окно, которое открывается на 7 сантиметров. Выкуп происходит, и похититель отпускает мальчика. Нескольких соучастников удается зафиксировать на камеру.
В середине фильма выясняется, что похититель (Цутому Ямадзаки) живёт в трущобах под холмом, на котором стоит дом Гондо. Сам же Кинго, отдавший последние средства на спасение ребёнка своего сотрудника, становится местным героем. Ведётся расследование, в подозреваемые попадают руководители компании. Сын Аоки не может вспомнить лицо человека, похитившего его, но мальчик смог нарисовать портрет, где рука похитителя замотана в платок. После детективы Араи (Исао Кимура) и Бос’н (Кэндзиро Исияма) вместе с мальчиком находят дом, где его содержали. Но там они находят трупы двух наркоманов, которые предположительно являлись сообщниками похитителя, и которых тот убил, замаскировав это под смерть от передозировки героином. Далее детектив Токура просит журналистов написать в прессе о найденных купюрах. Прочитавший в газете о деньгах похититель пытается избавиться от чемоданов, отдав их на утилизацию на свалку. Рабочий (Каматари Фудзивара), видевший преступника, даёт указания полицейским. Как оказалось, преступником является Гиндзиро Такэути — интерн-медик. У него на руке есть шрам (который он в момент похищения обмотал платком). Арестовать подозреваемого не удаётся. Детектив прибегает к решению прислать письмо Гиндзиро, от, якобы, выживших сообщников-наркоманов. За Гиндзиро начинается слежка. Он покупает героин и, проверяя его, делает передозировку первой попавшейся наркоманке (Кин Сугаи). Гиндзиро пробирается в дом сообщников, где его ловят полицейские. Преступника приговаривают к смертной казни за убийство трёх человек и похищение ребёнка. Гондо возвращают деньги уже к тому моменту, когда его дом распродают на аукционе. Сам же Гондо устраивается в другую, более мелкую компанию по продаже обуви, но имеет над ней полный контроль и торгует качественным товаром.
В финале показывают встречу между Кинго Гондо и Гиндзиро Такэути в тюрьме. Заключённый-смертник рассказывает о своем мотиве. Всю жизнь он жил в нищенском аду, пока Гондо пребывал в райской роскоши, поэтому спланировал похищение ребёнка, чтоб забрать все деньги у Гондо, воплотив свою мечту «сделать счастливого человека несчастным». У Гиндзиро начинается истерика, и его забирают надзиратели тюрьмы.

## В ролях
- Тосиро Мифунэ — Кинго Гондо
- Тацуя Накадай — детектив Токура
- Кёко Кагава — Рэйко Гондо
- Тацуя Михаси — Каваниси
- Исао Кимура — детектив Араи
- Кэндзиро Исияма — детектив Тагути
- Такэси Като — детектив Накао
- Такаси Симура — начальник отдела расследований
- Цутому Ямадзаки — Гиндзиро Такэути, интерн
- Минору Тиаки — репортёр
- Эйдзиро Тоно — рабочий

## Художественные особенности
Фильм условно делится на две части. Первая половина фильма проходит в гостиной дома Гондо. В ней преобладают статичные сцены. Происходят телефонные переговоры и принятие решений. Вторая половина более динамична, в ней проходят поиски преступника.

## Награды и премии
| Год  | Премия                     | Номинация                | Персона                                                      | Результат |
| ---- | -------------------------- | ------------------------ | ------------------------------------------------------------ | --------- |
| 1963 | Венецианский кинофестиваль | «Золотой лев»            | Акира Куросава                                               | Номинация |
| 1964 | «Золотой глобус»           | Лучший иностранный фильм |                                                              | Номинация |
| 1964 | Премия Эдгара Аллана По    | Лучший иностранный фильм | Рюдзо Кикусима, Акира Куросава, Эйдзиро Хисаита              | Номинация |
| 1964 | «Майнити»                  | Лучший фильм             | Акира Куросава                                               | Победа    |
| 1964 | «Майнити»                  | Лучший сценарий          | Акира Куросава, Эйдзиро Хисаита, Рюдзо Кикусима, Хидэо Огуни | Победа    |

## Ремейк
В феврале 2024 года было объявлено, что Дензел Вашингтон и Спайк Ли объединят усилия для создания ремейка «Рай и ад»: Вашингтон сыграет главную роль, а Ли выступит режиссёром и сценаристом.